# سفارة دولة فلسطين لدى كولومبيا
سفارة دولة فلسطين لدى كولومبيا هي الممثلية الدبلوماسية العُليا لدولة فلسطين لدى كولومبيا. تقع السفارة في بوغوتا.